# Skeppsbron 44
| Huset nybyggt 1909 och 2011. |  | Huset nybyggt 1909 och 2011. |
| Huset nybyggt 1909 och 2011. |  |                              |

Skeppsbron 44 är ett kontorshus  i kvarteret Narcissus på Skeppsbron 44 i Gamla stan i centrala Stockholm. I bottenvåningen huserar den anrika ölhallen Zum Franziskaner.

## Historik

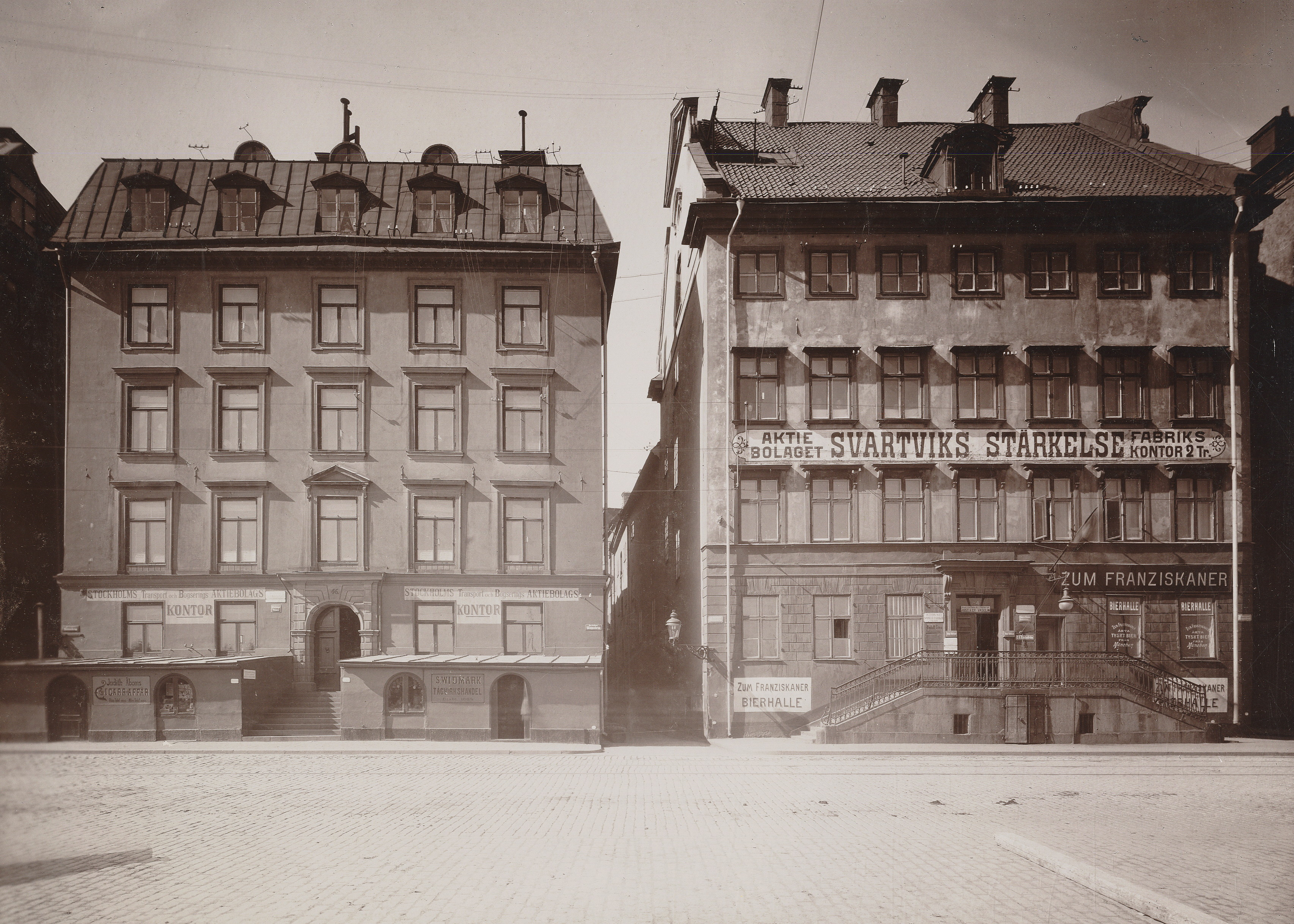
Nr 46 och 44 (t.h.), 1907.

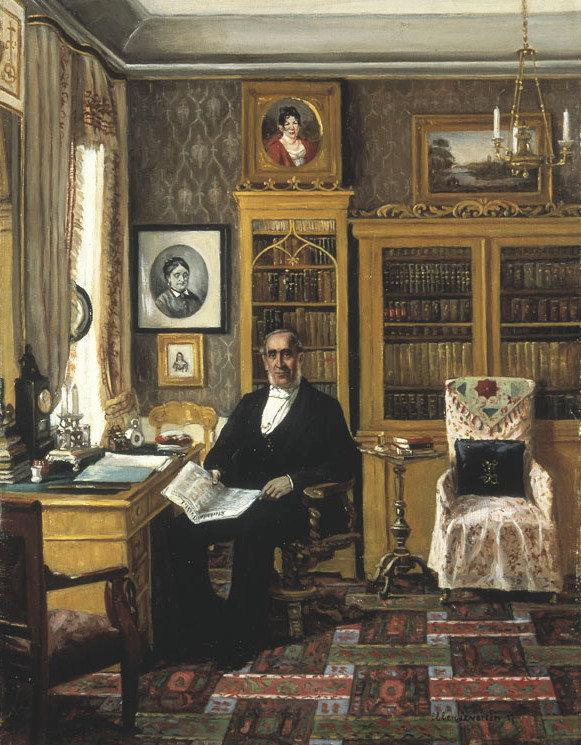
Interiör med husägaren Jacob Levertin, 1887.

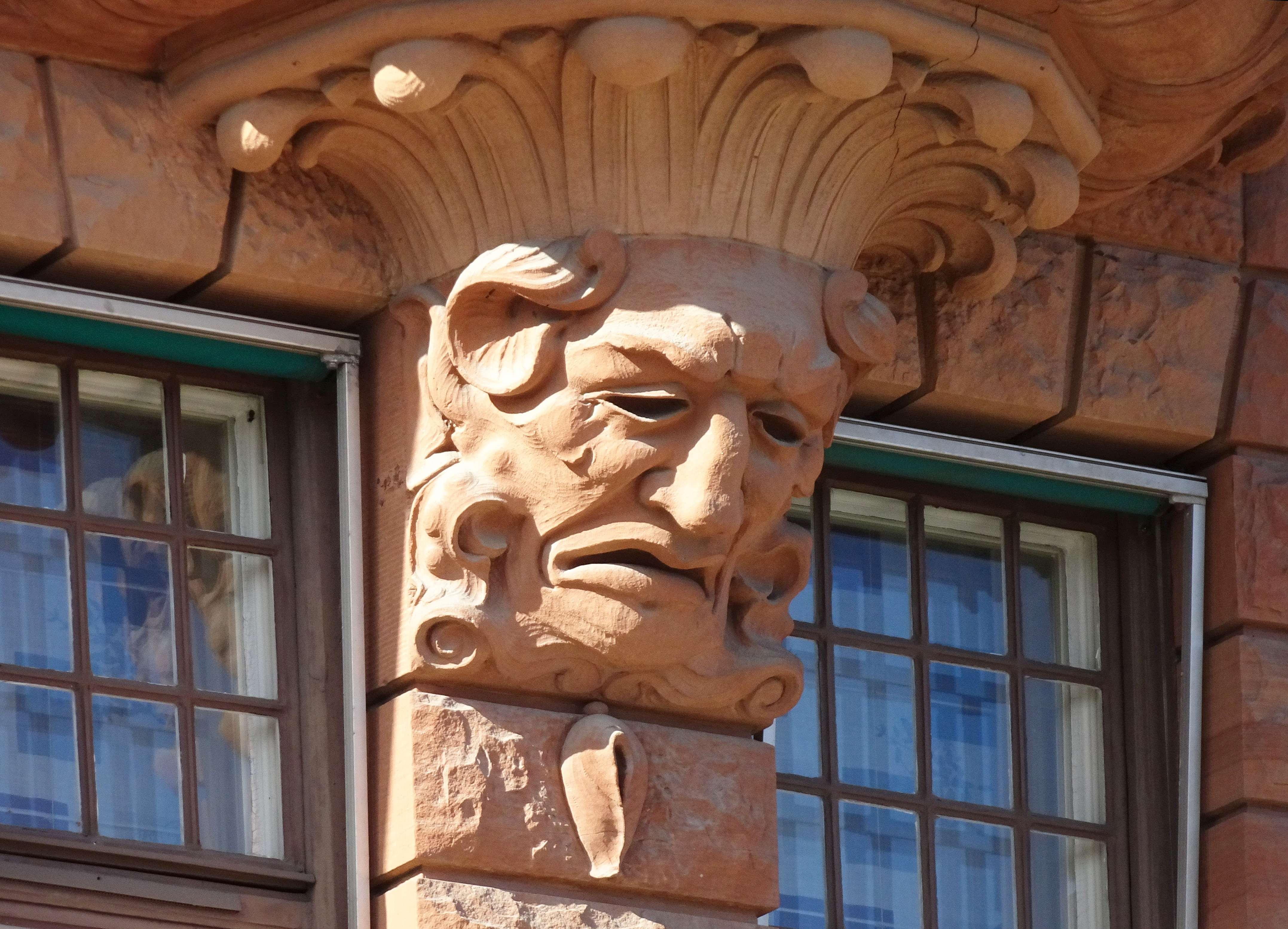
Fasaddetaljen Hanrejen på Skeppsbron 44.

Huset stod färdigt 1910 och är beläget mellan Södra Bankogränd och Norra Dryckesgränd. Det byggdes för direktör Carl Smitt efter ritningar av arkitekt Fredrik Dahlberg (1857-1932) och ersatte en äldre byggnad känd som Levertinska huset efter med.dr. Jacob Levertin (1810-1887) som var ägare till huset. Det var en lägre fyravåningsbyggnad uppförd 1622 för brukspatron Antoni Boijs.
Nuvarande byggnad uppfördes i en för tiden modern stålskelettkonstruktion som skruvades och nitades ihop. Konstruktören var civilingenjör Fritz Söderbergh. I husets bottenvåning inrättades lokaler för en av Stockholms äldsta restauranger, Zum Franziskaner, som har funnits på platsen sedan 1600-talet och även hade sina utrymmen i det hus som revs 1908. Restauranglokalen bevarar också värdefulla jugendinredningar. 
Den mörkröda kulören är genomgående i fasadens puts och i den höga sandstenssockeln. Huvudentren är centrerad på framsidan och ovanför sitter ett burspråk, en karnap, på vilkens konsol en maskaron i form av en hanrej är placerad. Under maskaronen sitter något som ser ut som ett kvinnosköte. Hanrejen på Skeppsbron 44 blev ett stopp på en stadsvandring komponerad av Katarina Bonnevier, doktor i arkitektur som specialiserat sig på att analysera arkitektur ur ett queerfeministiskt perspektiv. Det höga pyramidtaket är täckt med glaserat taktegel och kröns av en glob i koppar, som bärs upp av fyra delfiner.
Husets trapphus innehåller kulturhistoriskt värdefulla venetianska fönster- och väggmålningar av Georg Pauli. Skeppsbron 44 har getts en blå klassificering av Stockholms stadsmuseum, vilket innebär att byggnadens kulturhistoriska värde motsvarar fordringarna för byggnadsminnen i Kulturmiljölagen. Kulturminneslagen är den starkaste lag som finns i Sverige för skydd av kulturhistoriskt värdefull bebyggelse.

## Arkitektritningar från 1907 och 1911

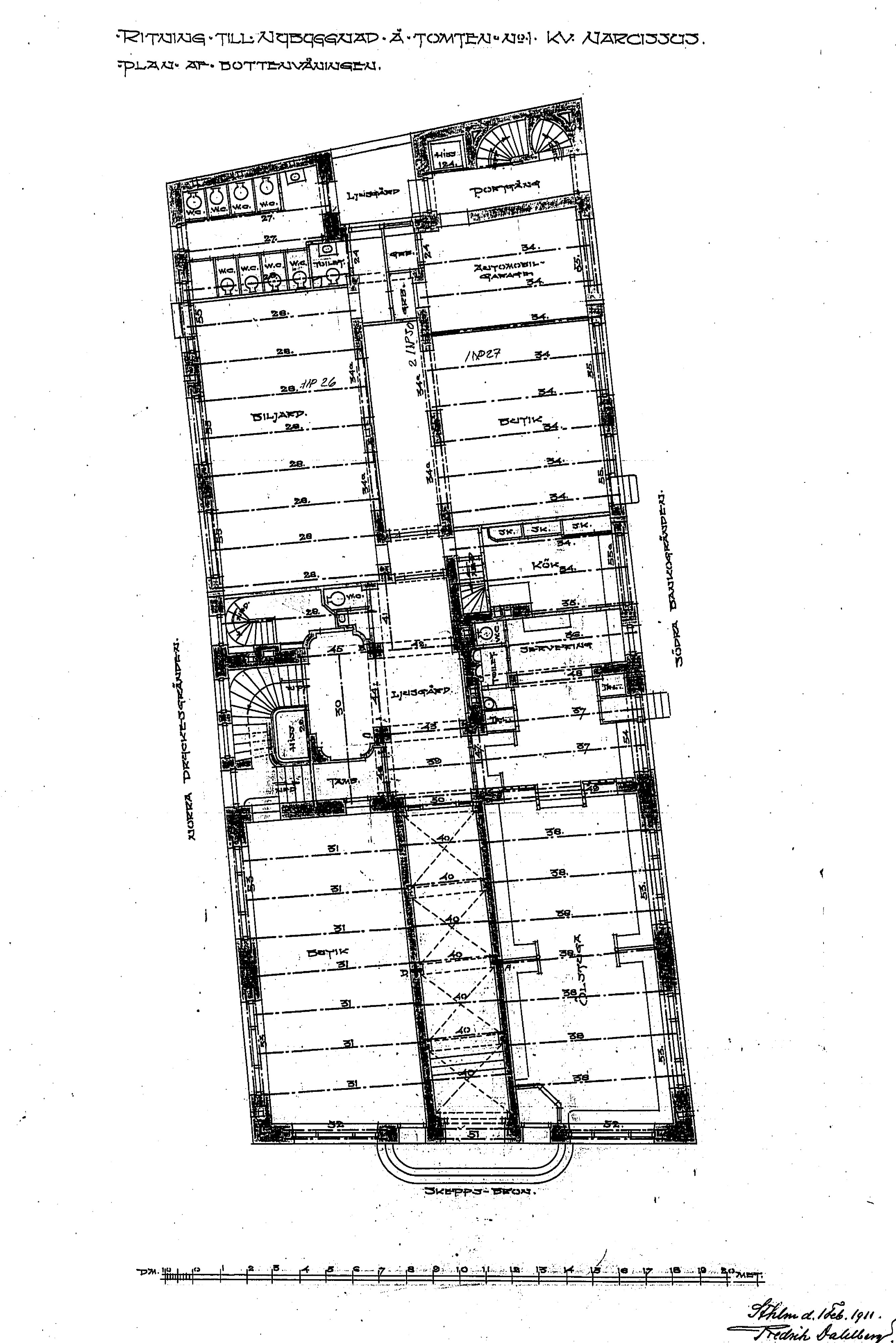
Plan av bottenvåningen
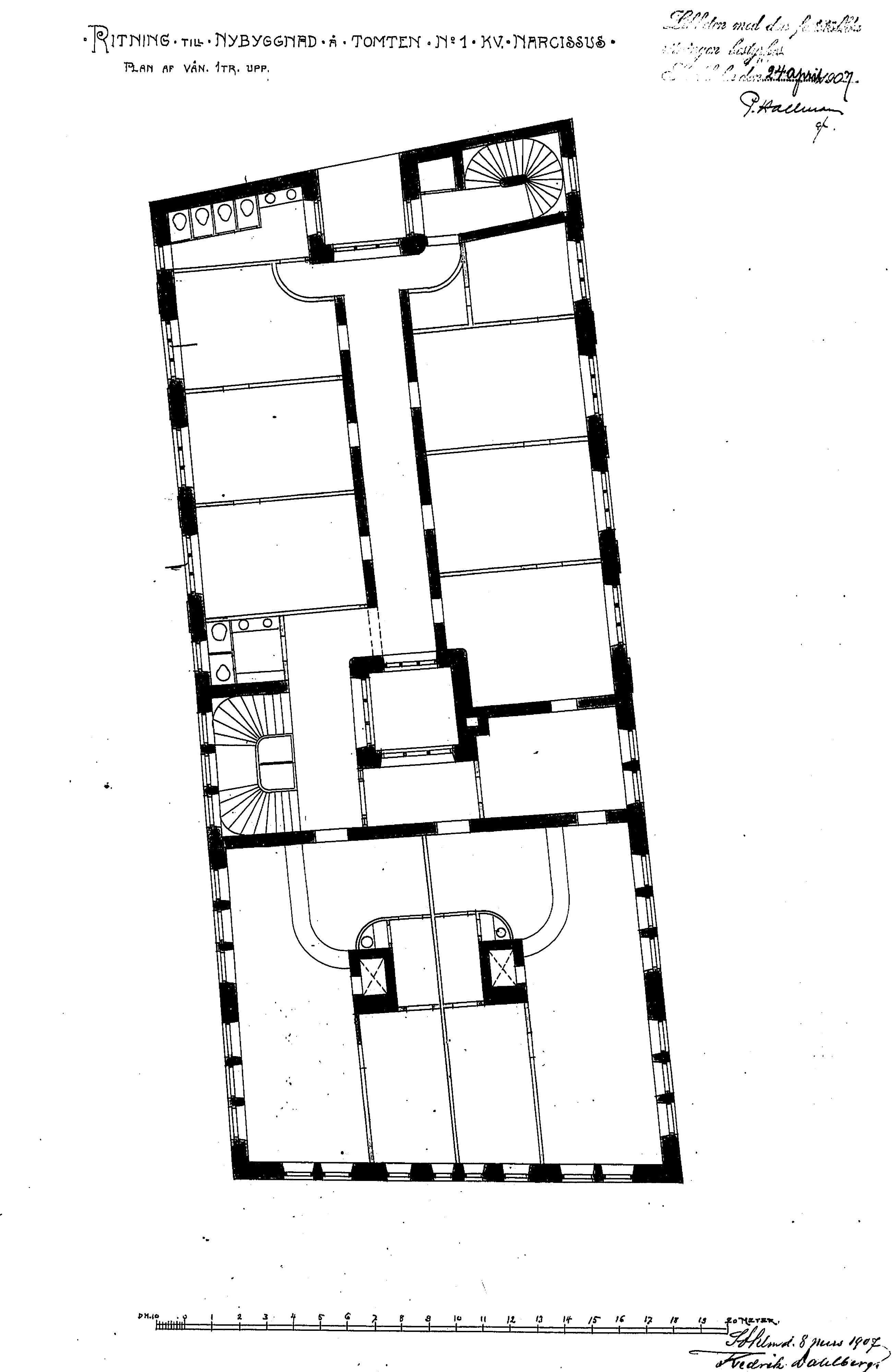
Plan av våning 1 trappa
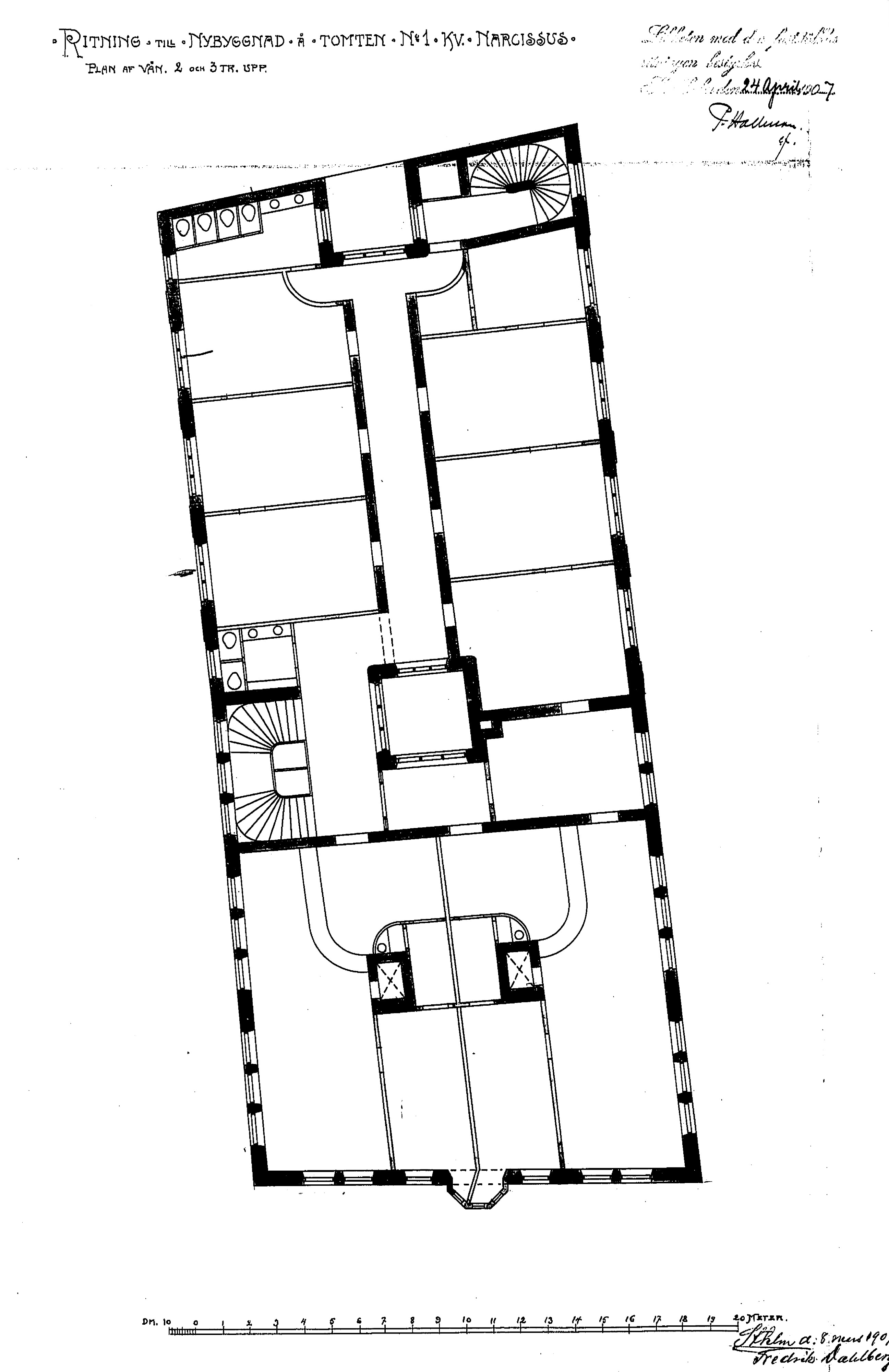
Plan av våning 2 och 3 trappor
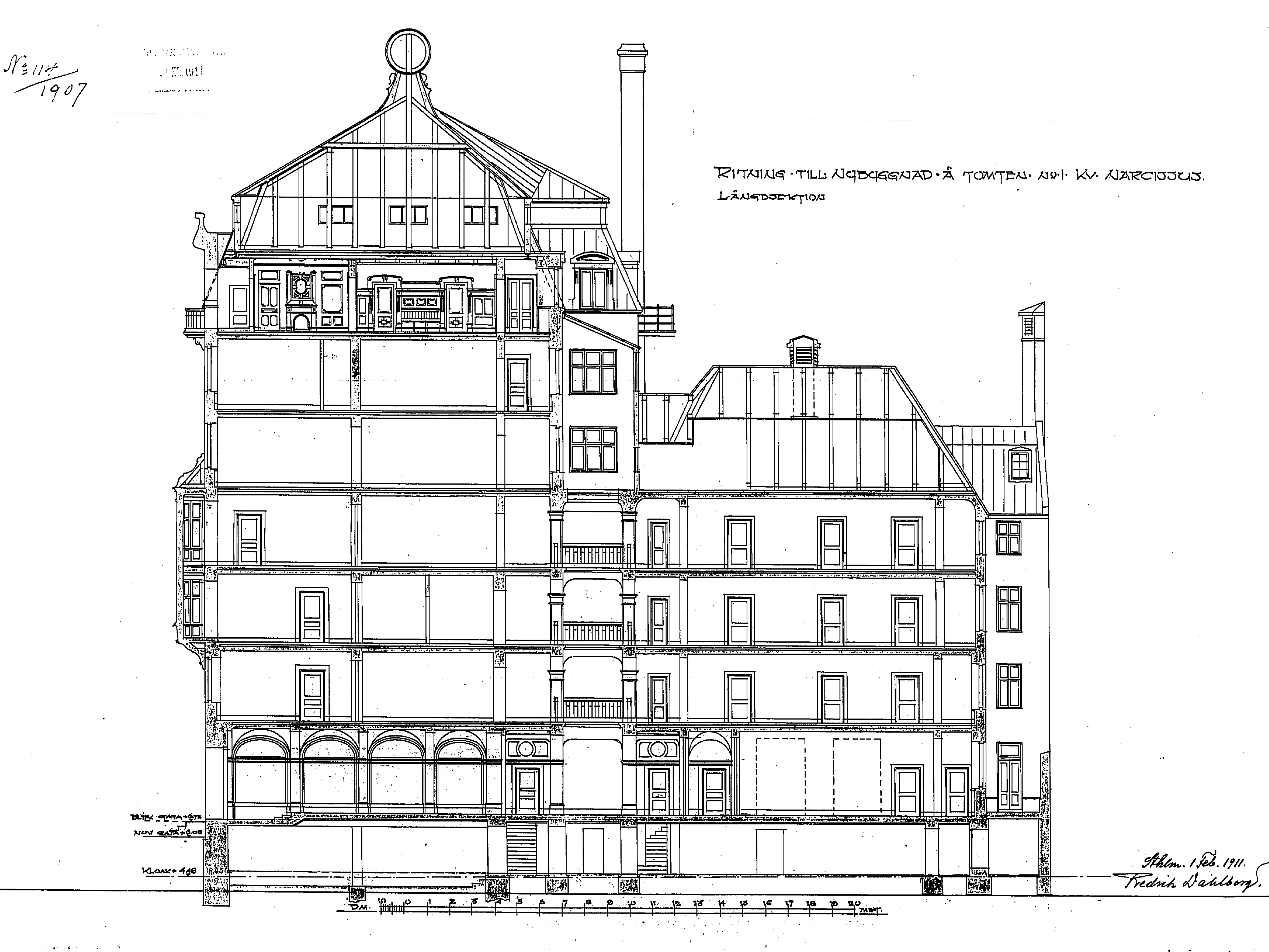
Sektion
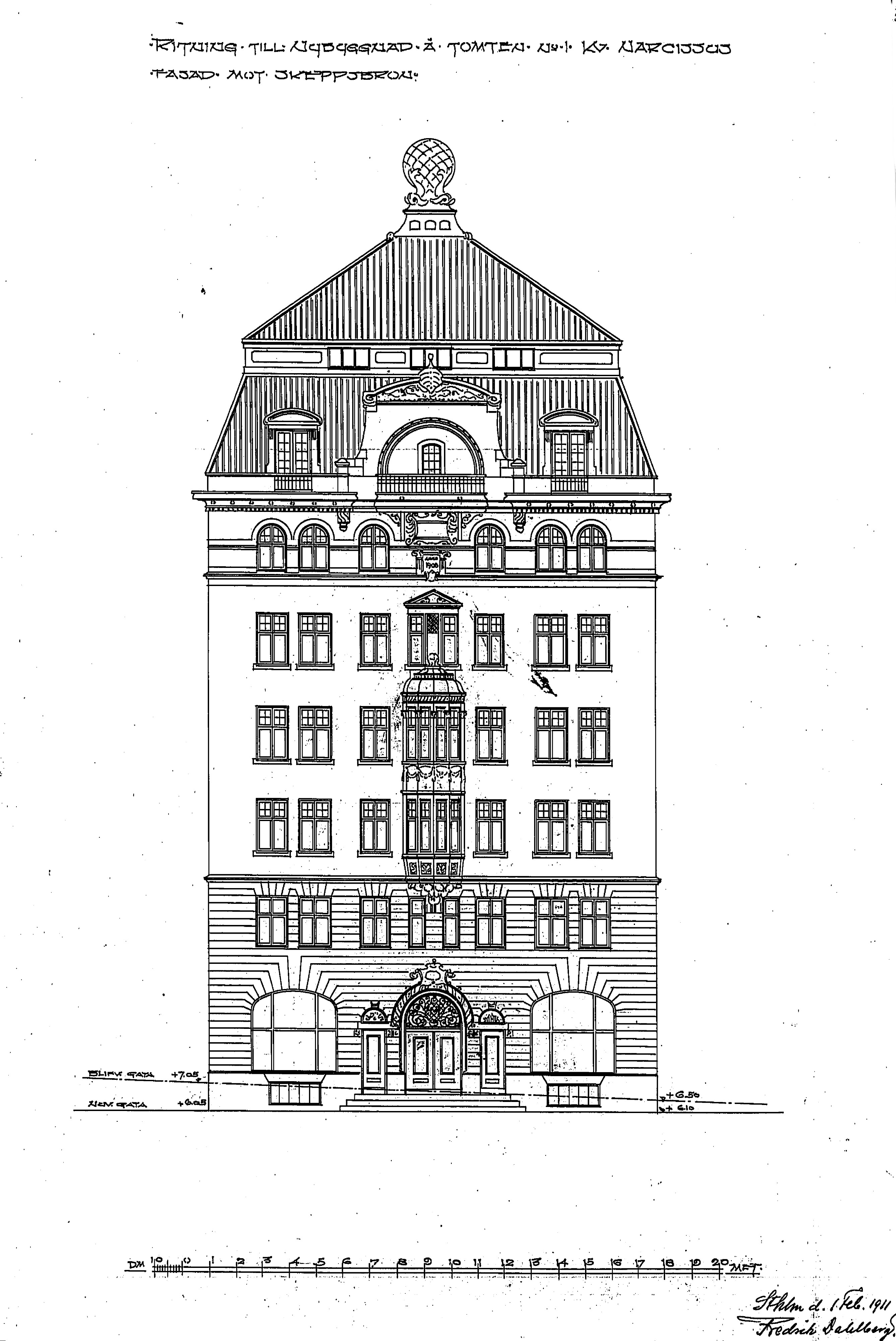
Fasad mot Skeppsbron
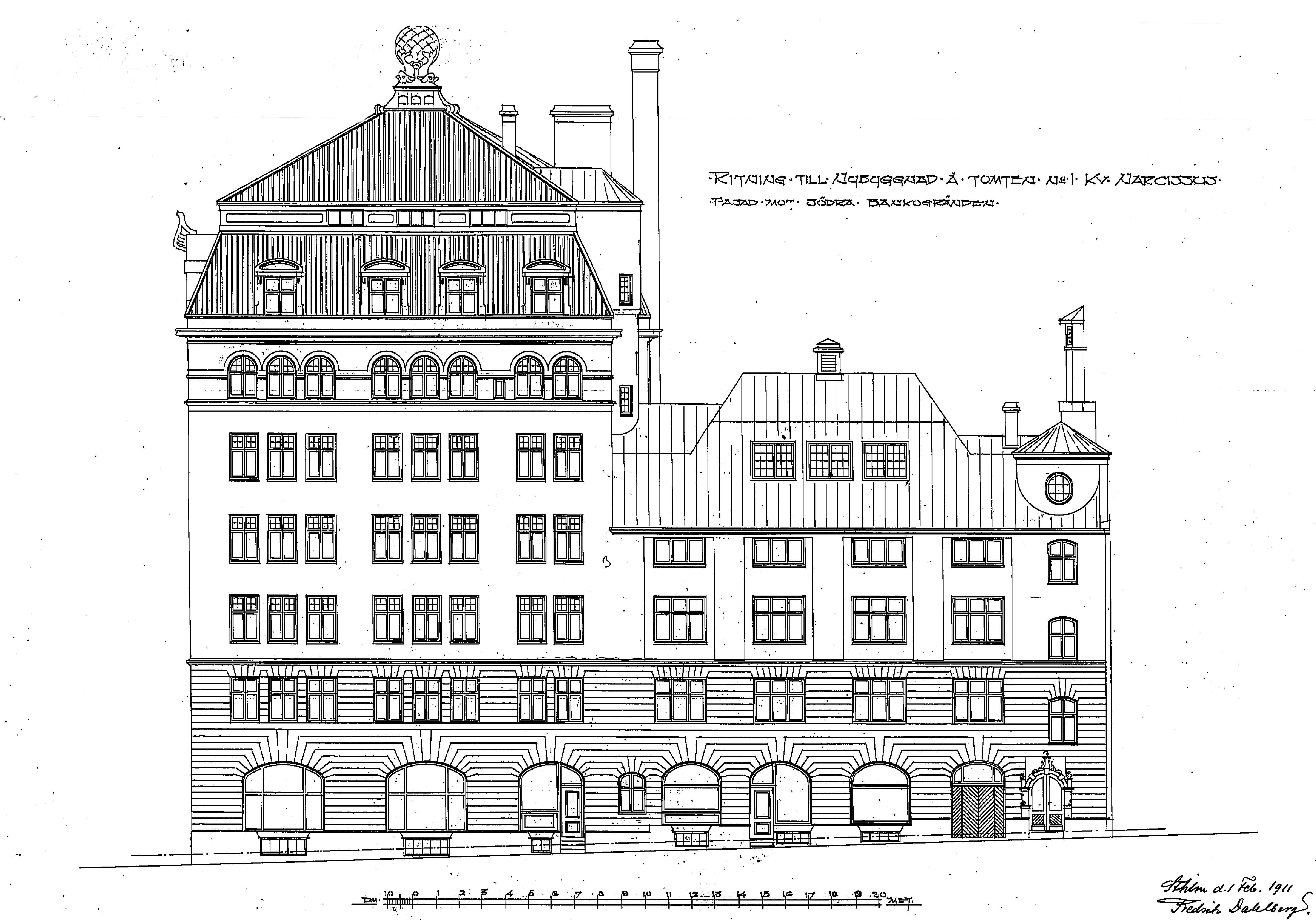
Fasad mot Södra Bankogränden
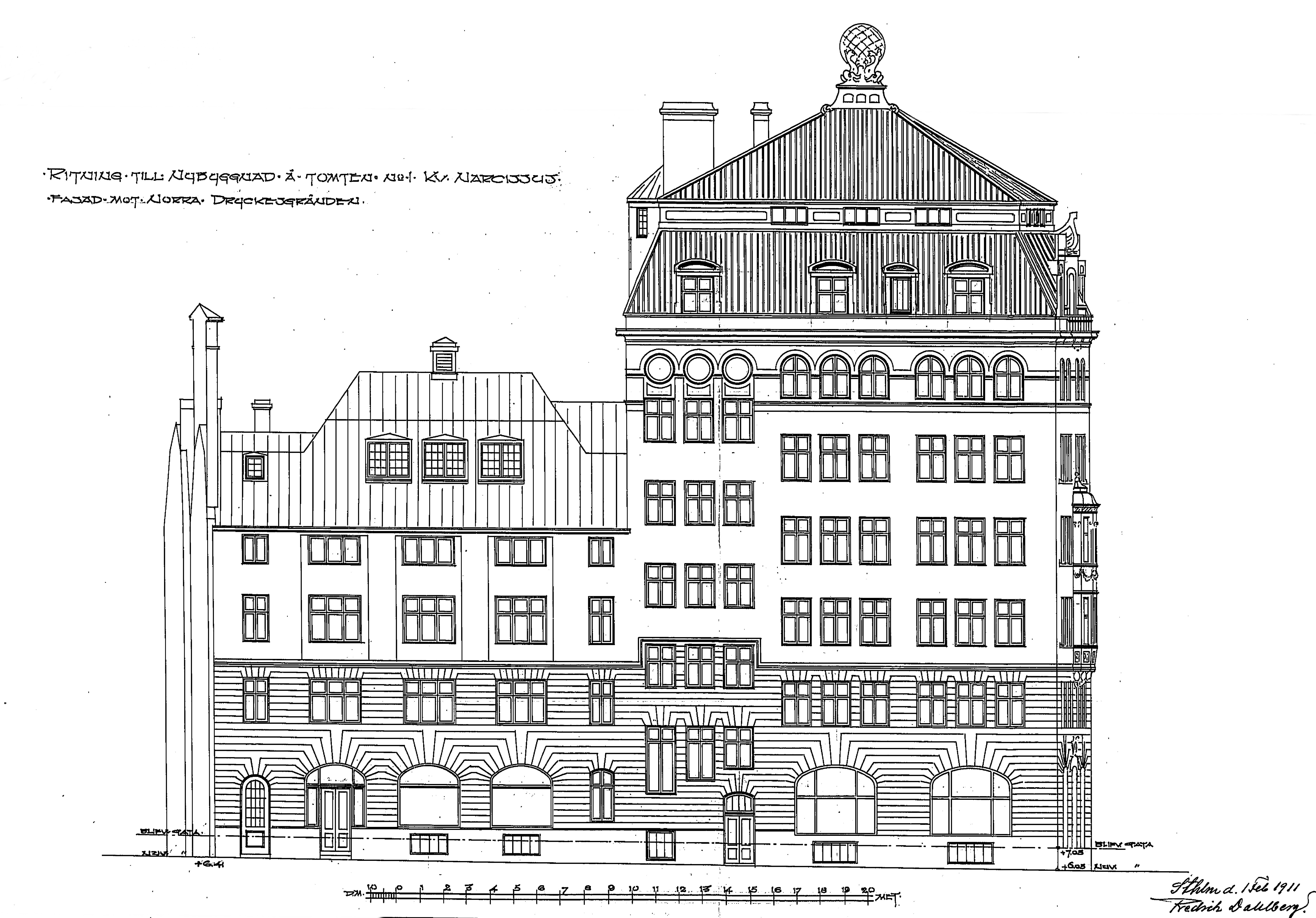
Fasad mot Norra Dryckesgränden